# جی‌تی‌ای ۴: حکایت گی تونی
جی تی اِی حکایت گی تونی Grand Theft Auto: The Ballad of Gay Tony دومین بسته از دو بسته الحاقی اپیزودیک موجود برای بازی ویدیویی Grand Theft Auto IV در سال 2008 است که توسط Rockstar North توسعه یافته و توسط Rockstar Games منتشر شده است. این بازی به صورت جداگانه برای Xbox 360 در 29 اکتبر 2009، و برای PlayStation 3 و Windows در 13 آوریل 2010، به عنوان بخشی از یک بسته مستقل مبتنی بر دیسک با عنوان Grand Theft Auto: Episodes from Liberty City منتشر شد، که همچنین شامل Grand Theft Auto: The Lost and Damned است و نیازی به بازی پایه ندارد. مایکروسافت در فوریه 2017 اپیزودهایی از لیبرتی سیتی را به لیست سازگاری نسخه های عقب خود برای پلتفرم های ایکس باکس وان اضافه کرد.
فیلم The Ballad of Gay Tony که همزمان با رویدادهای Grand Theft Auto IV و The Lost and Damned می گذرد، لوئیس فرناندو لوپز، یک فروشنده مواد مخدر اهل دومینیکن-آمریکایی را دنبال می کند که به محافظ تبدیل شده و بهترین دوست آنتونی "گی تونی" پرنس، یک کلوپ شبانه است. نجیب زاده و اجتماعی با موقعیت بالا در شهر لیبرتی. خط داستانی اصلی اپیزود بر تلاش‌های لوئیس برای کمک به تونی برای غلبه بر مشکلات مختلف از جمله مواد مخدر، بدهی‌ها، اختلافات با خانواده‌های جنایتکار مافیایی و تلاش برای هر دوی آنها متمرکز است. همچنین با توجه به خط داستانی فروش الماس که هر سه بازی را به هم متصل می کند، پایان های آزاد Grand Theft Auto IV و The Lost and Damned را به هم می بندد.
این بازی تا حد زیادی نقدهای مثبتی از سوی منتقدان دریافت کرد.

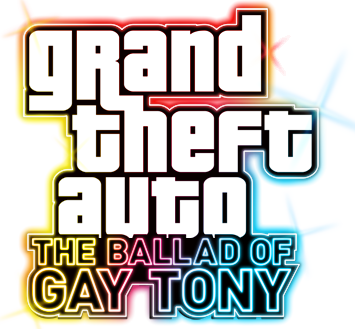
لوگوی بازی اتومبیل دزدی بزرگ 4: حکایت گی تونی

## گیم پلی
حکایت گی تونی یک بازی اکشن ماجراجویی است که در محیط جهان باز شهر لیبرتی می گذرد. دارای گیم پلی مشابه و تنظیمات مشابه جی تی ای IV است. بازیکن می تواند ماموریت ها را برای بهبود امتیاز خود دوباره انجام دهد. بازیکن همچنین دارای فعالیت های جدید، مشاغل جانبی، وسایل نقلیه و سلاح های جدید است. لوئیس ممکن است از دوستانش، آرماندو و هنریکه، بخواهد تا از توانایی‌های خاص خود استفاده کنند: آرماندو می‌تواند به لوئیس اسلحه بفروشد در حالی که هنریکه می‌تواند یک وسیله نقلیه برای او فراهم کند. لوئیس همچنین می‌تواند آنها را به فعالیت‌های دوستانه ببرد. نکته قابل توجهی که قبلا در جی تی ای چایناتاون وارز معرفی شده بود، یک سیستم امتیازدهی برای ماموریت ها است. امتیاز هیچ تأثیری ندارد، اما عملکرد کلی بازیکن در یک ماموریت و همچنین اهداف منحصر به فردی را که آنها به دست آورده اند می سنجد.
تصنیف گی تونی دارای "کارهای جانبی" برای بازیکنان است تا پول بیشتری کسب کنند. اینها عبارتند از جنگ مواد مخدر، مسابقات سه گانه، مدیریت کلوپ های شبانه پرینس، شرکت در مسابقات مبارزه زیرزمینی و بیس جامپینگ. Drug Wars شبیه به Gang Wars در گمشده و نفرین شده عمل می کند. بازیکن باید یک انبار مواد مخدر را به دست آورد و آن را به یک نقطه رها کردن، با تغییرات زیادی برساند، در حالی که توسط باندهای رقیب تعقیب می شود. مسابقات سه‌گانه شامل چتربازی به سمت مجموعه‌ای از قایق‌ها، قایقرانی در ایست‌های بازرسی، فرود آمدن روی مجموعه‌ای از اتومبیل‌ها و مسابقه خیابانی تا خط پایان است. مدیریت باشگاه روی لوئیس تمرکز دارد که به‌عنوان یک جسارت‌کننده برای کلوپ‌های پرینس کار می‌کند، موقعیت‌ها را با باشگاه‌بازان مدیریت می‌کند یا به افراد VIP کمک/شوفری می‌کند.
دیگر فعالیت‌های جدید عبارتند از: گلف در محدوده رانندگی، مینی‌بازی رقص در باشگاه‌ها، بازی‌های نوشیدنی و هاکی روی هوا. سلاح ها، وسایل نقلیه و چتر نجات جدید نیز در این بسط اضافه شده است. سایر تغییرات جزئی شامل نمایشگر اصلاح شده و HUD، مانند ارتفاع سنج زمانی که پخش کننده در هوا است. بازی چند نفره فعالیت های جدیدی را اضافه کرد.

## خلاصه داستان

### تنظیم
تصنیف تونی همجنس‌گرا در همان محیط مورد استفاده برای Grand Theft Auto IV اتفاق می‌افتد: کلان شهر خیالی ایالات متحده لیبرتی سیتی (بر اساس شهر نیویورک) و ایالت همسایه آلدرنی (نیوجرسی). مانند The Lost and Damned، کل نقشه پس از انجام اولین ماموریت توسعه باز می شود و به بازیکنان اجازه می دهد آزادانه بین مناطق اصلی شهر لیبرتی و آلدرنی تردد کنند. خط داستانی اصلی The Ballad of Gay Tony در کنار داستان بازی پایه و نسخه اول اتفاق می افتد و چندین شخصیت و رویداد در حال بازگشت را در خود دارد. بخش عمده ای از روایت بسط بر روی یک داستان فرعی در مورد محموله ای از الماس های دزدیده شده متمرکز است که تنها به طور خلاصه در Grand Theft Auto IV و The Lost and Damned به تصویر کشیده شده است، اما در اینجا در The Ballad of Gay Tony نتیجه گیری مناسبی دریافت می کند.

### طرح
در سال 2008، پس از مشاهده سرقت از بانک لیبرتی، لوئیس فرناندو لوپز (ماریو دلئون) با رئیس و شریک تجاری خود، مالک کلوپ شبانه "گی" تونی پرینس (دیوید کنر) ملاقات می کند. تونی که برای اداره کلوپ های Maisonette 9 و Hercules تلاش می کند، از خانواده جنایتکار آنچلوتی و موری کیبوتز (جف گورنر) وام می گیرد و در نهایت دچار بدهی شدید می شود. لوئیس متوجه می شود که با موری و روکو پلوسی (گرگوری سیف)، یک اوباش آنچلوتی، برای پرداخت بدهی های تونی کار می کند. در همان زمان، او به دوستانش که مواد مخدر معامله می‌کردند - آرماندو تورس (خیمه فرناندز) و هنریکه بارداس (جی سالومه مارتینز جونیور) - از چندین معامله ناموفق کمک می‌کند. او به یوسف امیر (امید جلیلی)، توسعه‌دهنده املاک اماراتی که علاقه‌مند به خرید باشگاه‌های تونی است، کمک می‌کند تا یک هلیکوپتر تهاجمی را بدزدد و از آن برای قتل چندین دلال اسلحه، یک نفربر زرهی و یک قطار مترو استفاده کند. لوئیس از ناتوانی تونی در کنترل باشگاه‌هایش و مشکلات دائمی که از بدهی‌ها و مصرف مواد مخدر به‌وجود می‌آورد عصبانی می‌شود، اما در نهایت با موری حل و فصل می‌کند.
بعداً، تونی برنامه ریزی می کند تا الماس های قاچاق به ارزش 2 میلیون دلار بخرد تا آنها را به قیمت بالاتر بفروشد. با این حال، این معامله توسط اعضای باند دوچرخه‌سواری گمشده به رهبری جانی کلبیتز (اسکات هیل) در کمین قرار می‌گیرد که منجر به مرگ دوست پسر تونی، ایوان ماس (راب یولز) و از دست دادن الماس‌ها می‌شود. تونی به زودی مکان خود را پیدا می‌کند. الماس های دزدیده شده، و لوئیس در کمین تبادل جانی، نیکو بلیک (مایکل هالیک) و یهودی اوباش برای پس گرفتن الماس‌ها. در این مدت، لوئیس همچنین شغل‌هایی را برای ارباب جنایتکار روسی ری بولگارین (ویتالی باگانوف) به عهده می‌گیرد، که پیشنهاد کمک به پرداخت بدهی‌های تونی را می‌دهد، اما وقتی فاش می‌کند که او اصل بوده است، به آنها کمک می‌کند. صاحب الماس دون جیووانی آنچلوتی به زودی به لوئیس و تونی دستور می دهد تا الماس ها را به عنوان باج برای دخترش گریسی (ربکا بنهایون) که توسط نیکو ربوده شده بود، مبادله کنند. موفق به نجات گریسی و بازگرداندن او به پدرش می شود.
روکو بعداً با لوئیس ملاقات می‌کند و به او توصیه می‌کند که تونی را بکشد تا مورد لطف بولگارین و آنچلوتی قرار گیرد، در غیر این صورت هر دوی آنها را خواهد کشت. اگرچه لوئیس به انجام این کار فکر می‌کند، اما در نهایت امتناع می‌کند و وقتی مردان بولگارین به Maisonette 9 حمله می‌کنند، آنها را دفع می‌کند. لوئیس تصمیم به انتقام گرفتن می‌گیرد و به تونی می‌گوید که مخفی شود در حالی که او عملیات مواد مخدر بولگارین را مختل می‌کند. لوئیس با اطلاع از اینکه بولگارین برای ترک شهر آماده می شود، با کمک یوسف او را تعقیب می کند و او را در هواپیمای شخصی خود می کشد. بولگارین در این فرآیند یک نارنجک پرتاب می‌کند و هواپیما را نابود می‌کند، اما لوئیس می‌تواند با چتر نجات به سمت امن پرواز کند. با پیوستن مجدد به تونی، این زوج تصمیم به بازگشایی باشگاه‌ها می‌گیرند و پیشنهاد یوسف را برای فروش آنها به او رد می‌کنند، زیرا آنها ترجیح می‌دهند فعلاً باشگاه‌ها را یک "تجارت خانوادگی" نگه دارند.
در جای دیگر، الماس‌ها را یک کهنه سرباز بی‌خانمان جنگ ویتنام (راب اج) در سطل زباله پیدا می‌کند، که آنها را می‌فروشد و به ویس سیتی می‌رود.

## بازخورد
| ناشر      | امتیاز |
| --------- | ------ |
| وان‌آپ.کام | -A‏     |
| یوروگیمر  | ۸/۱۰   |

Grand Theft Auto: تصنیف گی تونی با توجه به جمع‌آوری نقد متاکریتیک، نقدهای «به طور کلی مطلوب» از منتقدان دریافت کرد. در جوایز بازی ویدیویی Spike در سال 2009، The Ballad of Gay Tony جایزه بهترین DLC را دریافت کرد.
Complex آنتونی "گی تونی" پرینس را به عنوان جالبترین شخصیت بازی های ویدئویی دگرباشان جنسی در لیست سال 2013 رتبه بندی کرد و از او به عنوان "مشکلات داغ سری GTA" نام برد.